# Liste des rois de Sparte
Sauf précision contraire, les dates de cet article sont sous-entendues « avant l'ère commune », c'est-à-dire « avant Jésus-Christ ».

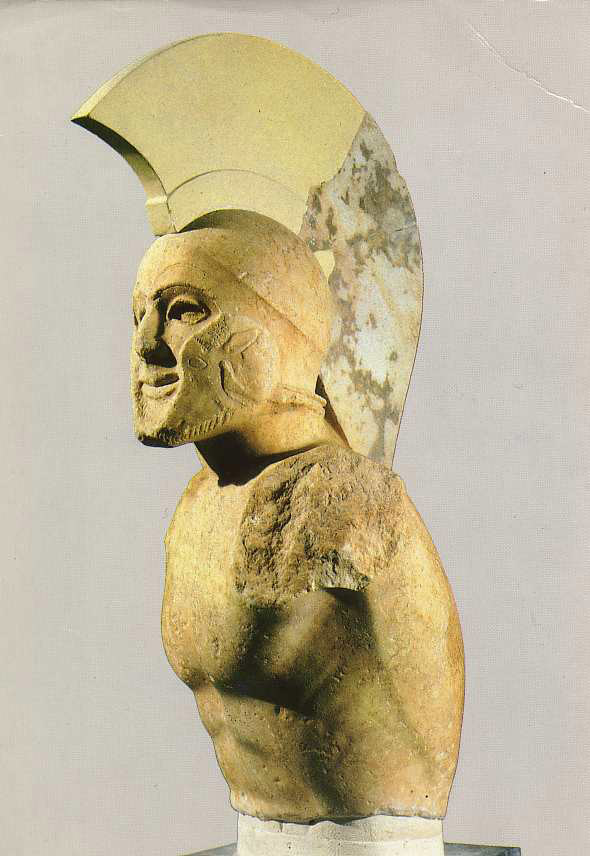
Buste d'un hoplite casqué, dit « Léonidas », début du, Musée archéologique de Sparte.

Les rois de Sparte sont deux rois (en ἀρχαγέται / arkhagétai, de ἀρχή / archế, « le commandement ») qui exercent conjointement des pouvoirs essentiellement militaires et religieux au sein de la cité grecque antique de Sparte. Ce système est mis en place avec la réforme de Lycurgue au VIIe siècle av. J.-C., un roi représentant la famille des Agiades et l'autre celle des Eurypontides.

## Une double monarchie: une dyarchie
L'un fait partie de la famille des Agiades (Ἀγιάδαι / Agiádai), l'autre celle des Eurypontides (Εὐρυποντίδαι / Eurupontídai), deux familles issues, selon la légende, de jumeaux descendants d'Héraclès, Eurysthénès, père d'Agis Ier et Proclès, père d'Eurypon. C'est d'après eux que les Spartiates se nomment, dans leur ensemble, Héraclides. Les familles doivent rester distinctes, ce qui implique qu'elles ne puissent porter les mêmes noms – Agis, fondateur des Agiades, est l'exception, puisque le nom ne se retrouve ensuite que chez les Eurypontides ; Agésilas est porté d'abord par les Agiades, puis par les Eurypontides. Les intermariages sont interdits. Leurs tombeaux se trouvent en des endroits différents : Pitana, l'un des quatre villages qui forment la ville, est le berceau des Agiades, alors que les Eurypontides sont basés à Limnai. Les deux rois sont supposés égaux, même si Eurysthénès est supposé l'aîné des jumeaux, et donc donner une préséance théorique aux Agiades.
On s'est interrogé sur l'existence de ces deux dynasties. Certains[Qui ?] pensent qu'il y avait au début trois rois, chacun commandant l'une des trois tribus attestées au début de la première guerre de Messénie. L'un des trois rois aurait ensuite disparu. D'autres font des Agiades les rois des anciens Achéens (Cléomène Ier se déclare achéen et non dorien à Athènes), et des Eurypontides ceux des envahisseurs doriens. Enfin, en se fondant sur la localisation de leurs tombeaux, on peut faire des Agiades les représentants d'une partie de la Laconie, Pitana et Mésoa, et les Eurypontides, ceux d'une autre, Limai et Konooura. Cette double monarchie fut peut-être mise en place par les réformes de Lycurgue, au VIIe siècle av. J.-C., voire avant, au VIIIe siècle av. J.-C.
Il n'existe guère d'autres exemples de double royauté. Cependant, dès l'Antiquité, on rapproche les deux rois spartiates des deux consuls romains. Avoir deux rois permet d'en garder un à la cité pendant que l'autre guerroie, ou minimiser les problèmes de vacance du pouvoir en cas de décès ou de régence d'un roi.
Enfin, Sparte voue un culte aux Dioscures, jumeaux modèles de l'amitié fraternelle. La double royauté spartiate a des parallèles dans le monde celtique et germanique. Ceux-ci sont prêtres autant que chefs de guerre. C'est dans cette deuxième fonction que des désaccords peuvent apparaître et c'est la raison pour laquelle un seul roi part en expédition. Cette dualité des rois présente un véritable avantage pour les éphores qui peuvent jouer l'un contre l'autre.

## Dévolution du pouvoir
L'accès au trône est héréditaire, et non fondé sur le mérite. Le pouvoir royal se transmet au « plus proche descendant du plus proche détenteur du pouvoir le plus royal », c’est-à-dire que le fils passe avant le frère, qu'il y a droit d'aînesse mais que le fils né quand le père est déjà roi prime sur ceux pour lesquels ce n'est pas le cas. Il ne s'agit donc pas d'une primogéniture stricte, mais de ce que les Byzantins appelleront la porphyrogénèse. Néanmoins, il semble que les Spartiates interprètent de manière libérale cette règle de succession. La succession d'un roi se fait donc obligatoirement dans la même famille que celui-ci. À son entrée en fonction, le roi prête serment de défendre la politeia de la cité.
Plutarque note que « ceux qui sont élevés en vue de la royauté » sont exemptés de l'éducation spartiate, particularité dont on ignore la raison exacte. Le cursus commençant à sept ans, la précision implique que le prince héritier est identifié comme tel dès son enfance.

## Rôle des rois
Les pouvoirs des rois sont essentiellement militaires et religieux. Xénophon écrit ainsi : « le roi n'a pas d'autre tâche en campagne que d'être un prêtre pour les dieux et un stratège pour les hommes. » Au début, les rois peuvent mener la guerre contre le pays de leur choix et leur pouvoir est collégial. Au fur et à mesure, leurs prérogatives se restreignent. En 506, c'est le « divorce d'Éleusis » : le roi Démarate abandonne l'expédition menée par Cléomène et lui contre Athènes ; par la suite, indique Hérodote, « [il] fut établi comme loi à Sparte qu'il ne soit pas permis aux rois d'accompagner tous les deux une armée en campagne. » Au Ve siècle, c'est l'Assemblée qui vote la guerre, et, au moins depuis le IVe siècle, les éphores et les gérontes qui décident de la mobilisation. Agis II peut encore décider d'envoyer une expédition où bon lui semble pendant la guerre du Péloponnèse mais par la suite, le roi est soumis sur ce point au pouvoir des éphores.
Il arrive aussi que les rois soient en discorde avec les autres institutions.
Les prérogatives royales sont beaucoup plus étendues en campagne, au point qu'Aristote qualifie la royauté spartiate de « généralat héréditaire ». Le roi en campagne est commandant en chef (ἡγεμών / hêgemốn). Il prime sur les autres généraux, peut conclure les trêves, et combat au premier rang à l'aile droite, protégé par sa garde d'honneur — pour Hérodote, celle-ci est formée de cent hommes ; Thucydide de son côté montre le roi entouré des trois cents Hippeis à Mantinée. Il a droit de vie et de mort sur ses soldats, y compris les citoyens. Il reste néanmoins soumis à la surveillance des éphores et peut être jugé à son retour de campagne.
Les rois ont aussi le sacerdoce de Zeus Lakedaimonios et Zeus Ouranios, et président aux sacrifices publics. Ils nomment les Pythioi, magistrats chargés de questionner la Pythie, et recueillent leur rapport. Ils sont membres de la gérousie et peuvent juger les affaires de droit familial. Les rois sont constamment surveillés par l'État.

### Privilèges des rois
Les rois de Sparte sont associés à des privilèges, appelés timai en grec. Ces privilèges se résument à la primauté dans la société. Ainsi, lors des banquets quotidiens, les rois sont surélevés par une estrade afin d'être visibles par tous. Ils bénéficient également d'une double ration afin d'inviter une personne de leur choix, généralement un ambassadeur étranger. L'État octroie aussi aux rois une terre, le théménos, qui correspond au double en rendement des autres citoyens. Enfin, lors des campagnes militaires, ils reçoivent une double part du butin confisqué aux ennemis.

## Liste des rois
Les premiers Spartiates historiques connus sont les rois Polydore et Théopompe, qui règnent au premier quart du VIIe siècle. Les rois précédents sont connus par Hérodote, qui mentionne dans son enquête deux listes de personnages royaux, présentés respectivement comme les ascendants de Léonidas Ier et de Léotychidas II. Ces généalogies remontent à Héraclès et sont largement mythiques.

### Premiers rois
Les rois cités sont légendaires.
- Lélex, premier roi de Laconie
- Mylès, fils du précédent
- Eurotas, fils du précédent ou de Lélex
- Lacédémon, fondateur de Sparte, époux de Sparta, fille d'Eurotas
- Amyclas, fils du précédent
- Argalos (en), fils du précédent
- Cynortas, frère du précédent
- Œbale, fils du précédent
- Tyndare, fils du précédent
- Hippocoon, frère du précédent
- Tyndare, de nouveau, marié à Léda
- Ménélas, époux d'Hélène, fille de Zeus et de Léda
- Oreste, gendre du précédent, époux d'Hermione, fille de Ménélas et d'Hélène
- Tisamène, fils du précédent

|                        |                        |                        |                        |                        |                        |          |          |                       |                       |                       |                       |                       |                       |                       |                       |                          |                          |                          |                          |                          |                          |                        |                        |                         |                         |                         |                         |                         |                         |                 |                 |                        |                        |                        |                        | Lélex roi de Laconie     | Lélex roi de Laconie     | Lélex roi de Laconie     | Lélex roi de Laconie     | Lélex roi de Laconie     | Lélex roi de Laconie     |                         |                         | Cléocharie               | Cléocharie               | Cléocharie               | Cléocharie               | Cléocharie               | Cléocharie               |                     |                     |                           |                           |                           |                           |                           |                           |                          |                          |                          |                          |                       |                       |                       |                       |  |  |  |  |  |  |  |  |  |  |  |  |  |  |  |  |  |  |  |  |  |  |  |  |  |  |  |  |  |  |  |  |  |  |  |  |  |  |  |  |  |  |  |  |
|                        |                        |                        |                        |                        |                        |          |          |                       |                       |                       |                       |                       |                       |                       |                       |                          |                          |                          |                          |                          |                          |                        |                        |                         |                         |                         |                         |                         |                         |                 |                 |                        |                        |                        |                        | Lélex roi de Laconie     | Lélex roi de Laconie     | Lélex roi de Laconie     | Lélex roi de Laconie     | Lélex roi de Laconie     | Lélex roi de Laconie     |                         |                         | Cléocharie               | Cléocharie               | Cléocharie               | Cléocharie               | Cléocharie               | Cléocharie               |                     |                     |                           |                           |                           |                           |                           |                           |                          |                          |                          |                          |                       |                       |                       |                       |  |  |  |  |  |  |  |  |  |  |  |  |  |  |  |  |  |  |  |  |  |  |  |  |  |  |  |  |  |  |  |  |  |  |  |  |  |  |  |  |  |  |  |  |
|                        |                        |                        |                        |                        |                        |          |          |                       |                       |                       |                       |                       |                       |                       |                       |                          |                          |                          |                          |                          |                          |                        |                        |                         |                         |                         |                         |                         |                         |                 |                 |                        |                        |                        |                        |                          |                          |                          |                          |                          |                          |                         |                         |                          |                          |                          |                          |                          |                          |                     |                     |                           |                           |                           |                           |                           |                           |                          |                          |                          |                          |                       |                       |                       |                       |  |  |  |  |  |  |  |  |  |  |  |  |  |  |  |  |  |  |  |  |  |  |  |  |  |  |  |  |  |  |  |  |  |  |  |  |  |  |  |  |  |  |  |  |
|                        |                        |                        |                        |                        |                        |          |          |                       |                       |                       |                       |                       |                       |                       |                       |                          |                          |                          |                          |                          |                          |                        |                        |                         |                         |                         |                         |                         |                         |                 |                 |                        |                        |                        |                        |                          |                          |                          |                          |                          |                          |                         |                         |                          |                          |                          |                          |                          |                          |                     |                     |                           |                           |                           |                           |                           |                           |                          |                          |                          |                          |                       |                       |                       |                       |  |  |  |  |  |  |  |  |  |  |  |  |  |  |  |  |  |  |  |  |  |  |  |  |  |  |  |  |  |  |  |  |  |  |  |  |  |  |  |  |  |  |  |  |
|                        |                        |                        |                        |                        |                        |          |          |                       |                       |                       |                       |                       |                       |                       |                       |                          |                          |                          |                          |                          |                          |                        |                        |                         |                         |                         |                         | Taygète pléiade         | Taygète pléiade         | Taygète pléiade | Taygète pléiade | Taygète pléiade        | Taygète pléiade        |                        |                        | Mylès roi de Laconie     | Mylès roi de Laconie     | Mylès roi de Laconie     | Mylès roi de Laconie     | Mylès roi de Laconie     | Mylès roi de Laconie     |                         |                         | Polycaon roi de Messénie | Polycaon roi de Messénie | Polycaon roi de Messénie | Polycaon roi de Messénie | Polycaon roi de Messénie | Polycaon roi de Messénie |                     |                     |                           |                           |                           |                           |                           |                           |                          |                          |                          |                          |                       |                       |                       |                       |  |  |  |  |  |  |  |  |  |  |  |  |  |  |  |  |  |  |  |  |  |  |  |  |  |  |  |  |  |  |  |  |  |  |  |  |  |  |  |  |  |  |  |  |
|                        |                        |                        |                        |                        |                        |          |          |                       |                       |                       |                       |                       |                       |                       |                       |                          |                          |                          |                          |                          |                          |                        |                        |                         |                         |                         |                         | Taygète pléiade         | Taygète pléiade         | Taygète pléiade | Taygète pléiade | Taygète pléiade        | Taygète pléiade        |                        |                        | Mylès roi de Laconie     | Mylès roi de Laconie     | Mylès roi de Laconie     | Mylès roi de Laconie     | Mylès roi de Laconie     | Mylès roi de Laconie     |                         |                         | Polycaon roi de Messénie | Polycaon roi de Messénie | Polycaon roi de Messénie | Polycaon roi de Messénie | Polycaon roi de Messénie | Polycaon roi de Messénie |                     |                     |                           |                           |                           |                           |                           |                           |                          |                          |                          |                          |                       |                       |                       |                       |  |  |  |  |  |  |  |  |  |  |  |  |  |  |  |  |  |  |  |  |  |  |  |  |  |  |  |  |  |  |  |  |  |  |  |  |  |  |  |  |  |  |  |  |
|                        |                        |                        |                        |                        |                        |          |          |                       |                       |                       |                       |                       |                       |                       |                       |                          |                          |                          |                          |                          |                          |                        |                        |                         |                         |                         |                         |                         |                         |                 |                 |                        |                        |                        |                        |                          |                          |                          |                          |                          |                          |                         |                         |                          |                          |                          |                          |                          |                          |                     |                     |                           |                           |                           |                           |                           |                           |                          |                          |                          |                          |                       |                       |                       |                       |  |  |  |  |  |  |  |  |  |  |  |  |  |  |  |  |  |  |  |  |  |  |  |  |  |  |  |  |  |  |  |  |  |  |  |  |  |  |  |  |  |  |  |  |
|                        |                        |                        |                        |                        |                        |          |          |                       |                       |                       |                       |                       |                       |                       |                       |                          |                          |                          |                          |                          |                          |                        |                        |                         |                         |                         |                         |                         |                         |                 |                 | Eurotas roi de Laconie | Eurotas roi de Laconie | Eurotas roi de Laconie | Eurotas roi de Laconie | Eurotas roi de Laconie   | Eurotas roi de Laconie   |                          |                          | Clété                    | Clété                    | Clété                   | Clété                   | Clété                    | Clété                    |                          |                          |                          |                          |                     |                     |                           |                           |                           |                           |                           |                           |                          |                          |                          |                          |                       |                       |                       |                       |  |  |  |  |  |  |  |  |  |  |  |  |  |  |  |  |  |  |  |  |  |  |  |  |  |  |  |  |  |  |  |  |  |  |  |  |  |  |  |  |  |  |  |  |
|                        |                        |                        |                        |                        |                        |          |          |                       |                       |                       |                       |                       |                       |                       |                       |                          |                          |                          |                          |                          |                          |                        |                        |                         |                         |                         |                         |                         |                         |                 |                 | Eurotas roi de Laconie | Eurotas roi de Laconie | Eurotas roi de Laconie | Eurotas roi de Laconie | Eurotas roi de Laconie   | Eurotas roi de Laconie   |                          |                          | Clété                    | Clété                    | Clété                   | Clété                   | Clété                    | Clété                    |                          |                          |                          |                          |                     |                     |                           |                           |                           |                           |                           |                           |                          |                          |                          |                          |                       |                       |                       |                       |  |  |  |  |  |  |  |  |  |  |  |  |  |  |  |  |  |  |  |  |  |  |  |  |  |  |  |  |  |  |  |  |  |  |  |  |  |  |  |  |  |  |  |  |
|                        |                        |                        |                        |                        |                        |          |          |                       |                       |                       |                       |                       |                       |                       |                       |                          |                          |                          |                          |                          |                          |                        |                        |                         |                         |                         |                         |                         |                         |                 |                 |                        |                        |                        |                        |                          |                          |                          |                          |                          |                          |                         |                         |                          |                          |                          |                          |                          |                          |                     |                     |                           |                           |                           |                           |                           |                           |                          |                          |                          |                          |                       |                       |                       |                       |  |  |  |  |  |  |  |  |  |  |  |  |  |  |  |  |  |  |  |  |  |  |  |  |  |  |  |  |  |  |  |  |  |  |  |  |  |  |  |  |  |  |  |  |
|                        |                        |                        |                        |                        |                        |          |          |                       |                       |                       |                       |                       |                       |                       |                       |                          |                          |                          |                          |                          |                          |                        |                        |                         |                         |                         |                         |                         |                         |                 |                 |                        |                        |                        |                        |                          |                          |                          |                          |                          |                          |                         |                         |                          |                          |                          |                          |                          |                          |                     |                     |                           |                           |                           |                           |                           |                           |                          |                          |                          |                          |                       |                       |                       |                       |  |  |  |  |  |  |  |  |  |  |  |  |  |  |  |  |  |  |  |  |  |  |  |  |  |  |  |  |  |  |  |  |  |  |  |  |  |  |  |  |  |  |  |  |
|                        |                        |                        |                        |                        |                        |          |          |                       |                       |                       |                       |                       |                       |                       |                       | Lapithès héros laconien  | Lapithès héros laconien  | Lapithès héros laconien  | Lapithès héros laconien  | Lapithès héros laconien  | Lapithès héros laconien  |                        |                        | Lacédémon roi de Sparte | Lacédémon roi de Sparte | Lacédémon roi de Sparte | Lacédémon roi de Sparte | Lacédémon roi de Sparte | Lacédémon roi de Sparte |                 |                 | Sparta                 | Sparta                 | Sparta                 | Sparta                 | Sparta                   | Sparta                   |                          |                          | Pitane                   | Pitane                   | Pitane                  | Pitane                  | Pitane                   | Pitane                   |                          |                          |                          |                          |                     |                     |                           |                           |                           |                           |                           |                           |                          |                          |                          |                          |                       |                       |                       |                       |  |  |  |  |  |  |  |  |  |  |  |  |  |  |  |  |  |  |  |  |  |  |  |  |  |  |  |  |  |  |  |  |  |  |  |  |  |  |  |  |  |  |  |  |
|                        |                        |                        |                        |                        |                        |          |          |                       |                       |                       |                       |                       |                       |                       |                       | Lapithès héros laconien  | Lapithès héros laconien  | Lapithès héros laconien  | Lapithès héros laconien  | Lapithès héros laconien  | Lapithès héros laconien  |                        |                        | Lacédémon roi de Sparte | Lacédémon roi de Sparte | Lacédémon roi de Sparte | Lacédémon roi de Sparte | Lacédémon roi de Sparte | Lacédémon roi de Sparte |                 |                 | Sparta                 | Sparta                 | Sparta                 | Sparta                 | Sparta                   | Sparta                   |                          |                          | Pitane                   | Pitane                   | Pitane                  | Pitane                  | Pitane                   | Pitane                   |                          |                          |                          |                          |                     |                     |                           |                           |                           |                           |                           |                           |                          |                          |                          |                          |                       |                       |                       |                       |  |  |  |  |  |  |  |  |  |  |  |  |  |  |  |  |  |  |  |  |  |  |  |  |  |  |  |  |  |  |  |  |  |  |  |  |  |  |  |  |  |  |  |  |
|                        |                        |                        |                        |                        |                        |          |          |                       |                       |                       |                       |                       |                       |                       |                       |                          |                          |                          |                          |                          |                          |                        |                        |                         |                         |                         |                         |                         |                         |                 |                 |                        |                        |                        |                        |                          |                          |                          |                          |                          |                          |                         |                         |                          |                          |                          |                          |                          |                          |                     |                     |                           |                           |                           |                           |                           |                           |                          |                          |                          |                          |                       |                       |                       |                       |  |  |  |  |  |  |  |  |  |  |  |  |  |  |  |  |  |  |  |  |  |  |  |  |  |  |  |  |  |  |  |  |  |  |  |  |  |  |  |  |  |  |  |  |
|                        |                        |                        |                        |                        |                        |          |          |                       |                       |                       |                       |                       |                       |                       |                       |                          |                          |                          |                          |                          |                          |                        |                        |                         |                         |                         |                         |                         |                         |                 |                 |                        |                        |                        |                        |                          |                          |                          |                          |                          |                          |                         |                         |                          |                          |                          |                          |                          |                          |                     |                     |                           |                           |                           |                           |                           |                           |                          |                          |                          |                          |                       |                       |                       |                       |  |  |  |  |  |  |  |  |  |  |  |  |  |  |  |  |  |  |  |  |  |  |  |  |  |  |  |  |  |  |  |  |  |  |  |  |  |  |  |  |  |  |  |  |
|                        |                        |                        |                        |                        |                        |          |          |                       |                       |                       |                       |                       |                       |                       |                       | Diomédé                  | Diomédé                  | Diomédé                  | Diomédé                  | Diomédé                  | Diomédé                  |                        |                        | Amyclas roi de Sparte   | Amyclas roi de Sparte   | Amyclas roi de Sparte   | Amyclas roi de Sparte   | Amyclas roi de Sparte   | Amyclas roi de Sparte   |                 |                 | Eurydice               | Eurydice               | Eurydice               | Eurydice               | Eurydice                 | Eurydice                 |                          |                          | Acrisios roi d'Argos     | Acrisios roi d'Argos     | Acrisios roi d'Argos    | Acrisios roi d'Argos    | Acrisios roi d'Argos     | Acrisios roi d'Argos     |                          |                          |                          |                          |                     |                     |                           |                           |                           |                           |                           |                           |                          |                          |                          |                          |                       |                       |                       |                       |  |  |  |  |  |  |  |  |  |  |  |  |  |  |  |  |  |  |  |  |  |  |  |  |  |  |  |  |  |  |  |  |  |  |  |  |  |  |  |  |  |  |  |  |
|                        |                        |                        |                        |                        |                        |          |          |                       |                       |                       |                       |                       |                       |                       |                       | Diomédé                  | Diomédé                  | Diomédé                  | Diomédé                  | Diomédé                  | Diomédé                  |                        |                        | Amyclas roi de Sparte   | Amyclas roi de Sparte   | Amyclas roi de Sparte   | Amyclas roi de Sparte   | Amyclas roi de Sparte   | Amyclas roi de Sparte   |                 |                 | Eurydice               | Eurydice               | Eurydice               | Eurydice               | Eurydice                 | Eurydice                 |                          |                          | Acrisios roi d'Argos     | Acrisios roi d'Argos     | Acrisios roi d'Argos    | Acrisios roi d'Argos    | Acrisios roi d'Argos     | Acrisios roi d'Argos     |                          |                          |                          |                          |                     |                     |                           |                           |                           |                           |                           |                           |                          |                          |                          |                          |                       |                       |                       |                       |  |  |  |  |  |  |  |  |  |  |  |  |  |  |  |  |  |  |  |  |  |  |  |  |  |  |  |  |  |  |  |  |  |  |  |  |  |  |  |  |  |  |  |  |
|                        |                        |                        |                        |                        |                        |          |          |                       |                       |                       |                       |                       |                       |                       |                       |                          |                          |                          |                          |                          |                          |                        |                        |                         |                         |                         |                         |                         |                         |                 |                 |                        |                        |                        |                        |                          |                          |                          |                          |                          |                          |                         |                         |                          |                          |                          |                          |                          |                          |                     |                     |                           |                           |                           |                           |                           |                           |                          |                          |                          |                          |                       |                       |                       |                       |  |  |  |  |  |  |  |  |  |  |  |  |  |  |  |  |  |  |  |  |  |  |  |  |  |  |  |  |  |  |  |  |  |  |  |  |  |  |  |  |  |  |  |  |
|                        |                        |                        |                        |                        |                        |          |          |                       |                       |                       |                       |                       |                       |                       |                       |                          |                          |                          |                          |                          |                          |                        |                        |                         |                         |                         |                         |                         |                         |                 |                 |                        |                        |                        |                        |                          |                          |                          |                          |                          |                          |                         |                         |                          |                          |                          |                          |                          |                          |                     |                     |                           |                           |                           |                           |                           |                           |                          |                          |                          |                          |                       |                       |                       |                       |  |  |  |  |  |  |  |  |  |  |  |  |  |  |  |  |  |  |  |  |  |  |  |  |  |  |  |  |  |  |  |  |  |  |  |  |  |  |  |  |  |  |  |  |
|                        |                        |                        |                        |                        |                        |          |          |                       |                       |                       |                       | Argalos roi de Sparte | Argalos roi de Sparte | Argalos roi de Sparte | Argalos roi de Sparte | Argalos roi de Sparte    | Argalos roi de Sparte    |                          |                          | Cynortas roi de Sparte   | Cynortas roi de Sparte   | Cynortas roi de Sparte | Cynortas roi de Sparte | Cynortas roi de Sparte  | Cynortas roi de Sparte  |                         |                         | Hyacinthe               | Hyacinthe               | Hyacinthe       | Hyacinthe       | Hyacinthe              | Hyacinthe              |                        |                        | Danaé                    | Danaé                    | Danaé                    | Danaé                    | Danaé                    | Danaé                    |                         |                         | Zeus                     | Zeus                     | Zeus                     | Zeus                     | Zeus                     | Zeus                     |                     |                     |                           |                           |                           |                           |                           |                           |                          |                          |                          |                          |                       |                       |                       |                       |  |  |  |  |  |  |  |  |  |  |  |  |  |  |  |  |  |  |  |  |  |  |  |  |  |  |  |  |  |  |  |  |  |  |  |  |  |  |  |  |  |  |  |  |
|                        |                        |                        |                        |                        |                        |          |          |                       |                       |                       |                       | Argalos roi de Sparte | Argalos roi de Sparte | Argalos roi de Sparte | Argalos roi de Sparte | Argalos roi de Sparte    | Argalos roi de Sparte    |                          |                          | Cynortas roi de Sparte   | Cynortas roi de Sparte   | Cynortas roi de Sparte | Cynortas roi de Sparte | Cynortas roi de Sparte  | Cynortas roi de Sparte  |                         |                         | Hyacinthe               | Hyacinthe               | Hyacinthe       | Hyacinthe       | Hyacinthe              | Hyacinthe              |                        |                        | Danaé                    | Danaé                    | Danaé                    | Danaé                    | Danaé                    | Danaé                    |                         |                         | Zeus                     | Zeus                     | Zeus                     | Zeus                     | Zeus                     | Zeus                     |                     |                     |                           |                           |                           |                           |                           |                           |                          |                          |                          |                          |                       |                       |                       |                       |  |  |  |  |  |  |  |  |  |  |  |  |  |  |  |  |  |  |  |  |  |  |  |  |  |  |  |  |  |  |  |  |  |  |  |  |  |  |  |  |  |  |  |  |
|                        |                        |                        |                        |                        |                        |          |          |                       |                       |                       |                       |                       |                       |                       |                       |                          |                          |                          |                          |                          |                          |                        |                        |                         |                         |                         |                         |                         |                         |                 |                 |                        |                        |                        |                        |                          |                          |                          |                          |                          |                          |                         |                         |                          |                          |                          |                          |                          |                          |                     |                     |                           |                           |                           |                           |                           |                           |                          |                          |                          |                          |                       |                       |                       |                       |  |  |  |  |  |  |  |  |  |  |  |  |  |  |  |  |  |  |  |  |  |  |  |  |  |  |  |  |  |  |  |  |  |  |  |  |  |  |  |  |  |  |  |  |
|                        |                        |                        |                        |                        |                        |          |          |                       |                       |                       |                       |                       |                       |                       |                       |                          |                          |                          |                          |                          |                          |                        |                        |                         |                         |                         |                         |                         |                         |                 |                 | Andromède              | Andromède              | Andromède              | Andromède              | Andromède                | Andromède                |                          |                          | Persée roi d'Argos       | Persée roi d'Argos       | Persée roi d'Argos      | Persée roi d'Argos      | Persée roi d'Argos       | Persée roi d'Argos       |                          |                          |                          |                          |                     |                     |                           |                           |                           |                           |                           |                           |                          |                          |                          |                          |                       |                       |                       |                       |  |  |  |  |  |  |  |  |  |  |  |  |  |  |  |  |  |  |  |  |  |  |  |  |  |  |  |  |  |  |  |  |  |  |  |  |  |  |  |  |  |  |  |  |
|                        |                        |                        |                        |                        |                        |          |          |                       |                       |                       |                       |                       |                       |                       |                       |                          |                          |                          |                          |                          |                          |                        |                        |                         |                         |                         |                         |                         |                         |                 |                 | Andromède              | Andromède              | Andromède              | Andromède              | Andromède                | Andromède                |                          |                          | Persée roi d'Argos       | Persée roi d'Argos       | Persée roi d'Argos      | Persée roi d'Argos      | Persée roi d'Argos       | Persée roi d'Argos       |                          |                          |                          |                          |                     |                     |                           |                           |                           |                           |                           |                           |                          |                          |                          |                          |                       |                       |                       |                       |  |  |  |  |  |  |  |  |  |  |  |  |  |  |  |  |  |  |  |  |  |  |  |  |  |  |  |  |  |  |  |  |  |  |  |  |  |  |  |  |  |  |  |  |
|                        |                        |                        |                        |                        |                        |          |          |                       |                       |                       |                       |                       |                       |                       |                       |                          |                          |                          |                          |                          |                          |                        |                        |                         |                         |                         |                         |                         |                         |                 |                 |                        |                        |                        |                        |                          |                          |                          |                          |                          |                          |                         |                         |                          |                          |                          |                          |                          |                          |                     |                     |                           |                           |                           |                           |                           |                           |                          |                          |                          |                          |                       |                       |                       |                       |  |  |  |  |  |  |  |  |  |  |  |  |  |  |  |  |  |  |  |  |  |  |  |  |  |  |  |  |  |  |  |  |  |  |  |  |  |  |  |  |  |  |  |  |
|                        |                        |                        |                        |                        |                        |          |          |                       |                       |                       |                       |                       |                       |                       |                       |                          |                          |                          |                          |                          |                          |                        |                        |                         |                         |                         |                         |                         |                         |                 |                 |                        |                        |                        |                        |                          |                          |                          |                          |                          |                          |                         |                         |                          |                          |                          |                          |                          |                          |                     |                     |                           |                           |                           |                           |                           |                           |                          |                          |                          |                          |                       |                       |                       |                       |  |  |  |  |  |  |  |  |  |  |  |  |  |  |  |  |  |  |  |  |  |  |  |  |  |  |  |  |  |  |  |  |  |  |  |  |  |  |  |  |  |  |  |  |
|                        |                        |                        |                        |                        |                        |          |          |                       |                       |                       |                       |                       |                       |                       |                       |                          |                          |                          |                          | Œbale roi de Sparte      | Œbale roi de Sparte      | Œbale roi de Sparte    | Œbale roi de Sparte    | Œbale roi de Sparte     | Œbale roi de Sparte     |                         |                         | Gorgophoné              | Gorgophoné              | Gorgophoné      | Gorgophoné      | Gorgophoné             | Gorgophoné             |                        |                        | Périérès roi de Messénie | Périérès roi de Messénie | Périérès roi de Messénie | Périérès roi de Messénie | Périérès roi de Messénie | Périérès roi de Messénie |                         |                         |                          |                          |                          |                          |                          |                          |                     |                     |                           |                           |                           |                           | Électryon roi de Mycènes  | Électryon roi de Mycènes  | Électryon roi de Mycènes | Électryon roi de Mycènes | Électryon roi de Mycènes | Électryon roi de Mycènes |                       |                       |                       |                       |  |  |  |  |  |  |  |  |  |  |  |  |  |  |  |  |  |  |  |  |  |  |  |  |  |  |  |  |  |  |  |  |  |  |  |  |  |  |  |  |  |  |  |  |
|                        |                        |                        |                        |                        |                        |          |          |                       |                       |                       |                       |                       |                       |                       |                       |                          |                          |                          |                          | Œbale roi de Sparte      | Œbale roi de Sparte      | Œbale roi de Sparte    | Œbale roi de Sparte    | Œbale roi de Sparte     | Œbale roi de Sparte     |                         |                         | Gorgophoné              | Gorgophoné              | Gorgophoné      | Gorgophoné      | Gorgophoné             | Gorgophoné             |                        |                        | Périérès roi de Messénie | Périérès roi de Messénie | Périérès roi de Messénie | Périérès roi de Messénie | Périérès roi de Messénie | Périérès roi de Messénie |                         |                         |                          |                          |                          |                          |                          |                          |                     |                     |                           |                           |                           |                           | Électryon roi de Mycènes  | Électryon roi de Mycènes  | Électryon roi de Mycènes | Électryon roi de Mycènes | Électryon roi de Mycènes | Électryon roi de Mycènes |                       |                       |                       |                       |  |  |  |  |  |  |  |  |  |  |  |  |  |  |  |  |  |  |  |  |  |  |  |  |  |  |  |  |  |  |  |  |  |  |  |  |  |  |  |  |  |  |  |  |
|                        |                        |                        |                        |                        |                        |          |          |                       |                       |                       |                       |                       |                       |                       |                       |                          |                          |                          |                          |                          |                          |                        |                        |                         |                         |                         |                         |                         |                         |                 |                 |                        |                        |                        |                        |                          |                          |                          |                          |                          |                          |                         |                         |                          |                          |                          |                          |                          |                          |                     |                     |                           |                           |                           |                           |                           |                           |                          |                          |                          |                          |                       |                       |                       |                       |  |  |  |  |  |  |  |  |  |  |  |  |  |  |  |  |  |  |  |  |  |  |  |  |  |  |  |  |  |  |  |  |  |  |  |  |  |  |  |  |  |  |  |  |
|                        |                        |                        |                        |                        |                        |          |          |                       |                       |                       |                       |                       |                       |                       |                       |                          |                          |                          |                          |                          |                          |                        |                        |                         |                         |                         |                         |                         |                         |                 |                 |                        |                        |                        |                        |                          |                          |                          |                          |                          |                          |                         |                         |                          |                          |                          |                          |                          |                          |                     |                     |                           |                           |                           |                           |                           |                           |                          |                          |                          |                          |                       |                       |                       |                       |  |  |  |  |  |  |  |  |  |  |  |  |  |  |  |  |  |  |  |  |  |  |  |  |  |  |  |  |  |  |  |  |  |  |  |  |  |  |  |  |  |  |  |  |
|                        |                        |                        |                        |                        |                        |          |          | Tyndare roi de Sparte | Tyndare roi de Sparte | Tyndare roi de Sparte | Tyndare roi de Sparte | Tyndare roi de Sparte | Tyndare roi de Sparte |                       |                       |                          |                          |                          |                          | Léda                     | Léda                     | Léda                   | Léda                   | Léda                    | Léda                    |                         |                         |                         |                         |                 |                 | Zeus                   | Zeus                   | Zeus                   | Zeus                   | Zeus                     | Zeus                     |                          |                          | Hippocoon roi de Sparte  | Hippocoon roi de Sparte  | Hippocoon roi de Sparte | Hippocoon roi de Sparte | Hippocoon roi de Sparte  | Hippocoon roi de Sparte  |                          |                          | Icarios ép.Périboea      | Icarios ép.Périboea      | Icarios ép.Périboea | Icarios ép.Périboea | Icarios ép.Périboea       | Icarios ép.Périboea       |                           |                           | Alcmène                   | Alcmène                   | Alcmène                  | Alcmène                  | Alcmène                  | Alcmène                  |                       |                       |                       |                       |  |  |  |  |  |  |  |  |  |  |  |  |  |  |  |  |  |  |  |  |  |  |  |  |  |  |  |  |  |  |  |  |  |  |  |  |  |  |  |  |  |  |  |  |
|                        |                        |                        |                        |                        |                        |          |          | Tyndare roi de Sparte | Tyndare roi de Sparte | Tyndare roi de Sparte | Tyndare roi de Sparte | Tyndare roi de Sparte | Tyndare roi de Sparte |                       |                       |                          |                          |                          |                          | Léda                     | Léda                     | Léda                   | Léda                   | Léda                    | Léda                    |                         |                         |                         |                         |                 |                 | Zeus                   | Zeus                   | Zeus                   | Zeus                   | Zeus                     | Zeus                     |                          |                          | Hippocoon roi de Sparte  | Hippocoon roi de Sparte  | Hippocoon roi de Sparte | Hippocoon roi de Sparte | Hippocoon roi de Sparte  | Hippocoon roi de Sparte  |                          |                          | Icarios ép.Périboea      | Icarios ép.Périboea      | Icarios ép.Périboea | Icarios ép.Périboea | Icarios ép.Périboea       | Icarios ép.Périboea       |                           |                           | Alcmène                   | Alcmène                   | Alcmène                  | Alcmène                  | Alcmène                  | Alcmène                  |                       |                       |                       |                       |  |  |  |  |  |  |  |  |  |  |  |  |  |  |  |  |  |  |  |  |  |  |  |  |  |  |  |  |  |  |  |  |  |  |  |  |  |  |  |  |  |  |  |  |
|                        |                        |                        |                        |                        |                        |          |          |                       |                       |                       |                       |                       |                       |                       |                       |                          |                          |                          |                          |                          |                          |                        |                        |                         |                         |                         |                         |                         |                         |                 |                 |                        |                        |                        |                        |                          |                          |                          |                          |                          |                          |                         |                         |                          |                          |                          |                          |                          |                          |                     |                     |                           |                           |                           |                           |                           |                           |                          |                          |                          |                          |                       |                       |                       |                       |  |  |  |  |  |  |  |  |  |  |  |  |  |  |  |  |  |  |  |  |  |  |  |  |  |  |  |  |  |  |  |  |  |  |  |  |  |  |  |  |  |  |  |  |
|                        |                        |                        |                        |                        |                        |          |          |                       |                       |                       |                       |                       |                       |                       |                       |                          |                          |                          |                          |                          |                          |                        |                        |                         |                         |                         |                         |                         |                         |                 |                 |                        |                        |                        |                        |                          |                          |                          |                          |                          |                          |                         |                         |                          |                          |                          |                          |                          |                          |                     |                     |                           |                           |                           |                           |                           |                           |                          |                          |                          |                          |                       |                       |                       |                       |  |  |  |  |  |  |  |  |  |  |  |  |  |  |  |  |  |  |  |  |  |  |  |  |  |  |  |  |  |  |  |  |  |  |  |  |  |  |  |  |  |  |  |  |
| Castor                 | Castor                 | Castor                 | Castor                 | Castor                 | Castor                 |          |          | Clytemnestre          | Clytemnestre          | Clytemnestre          | Clytemnestre          | Clytemnestre          | Clytemnestre          |                       |                       | Agamemnon roi de Mycènes | Agamemnon roi de Mycènes | Agamemnon roi de Mycènes | Agamemnon roi de Mycènes | Agamemnon roi de Mycènes | Agamemnon roi de Mycènes |                        |                        | Ménélas roi de Sparte   | Ménélas roi de Sparte   | Ménélas roi de Sparte   | Ménélas roi de Sparte   | Ménélas roi de Sparte   | Ménélas roi de Sparte   |                 |                 | Hélène                 | Hélène                 | Hélène                 | Hélène                 | Hélène                   | Hélène                   |                          |                          | Pollux                   | Pollux                   | Pollux                  | Pollux                  | Pollux                   | Pollux                   |                          |                          | Pénélope ép.Ulysse       | Pénélope ép.Ulysse       | Pénélope ép.Ulysse  | Pénélope ép.Ulysse  | Pénélope ép.Ulysse        | Pénélope ép.Ulysse        |                           |                           | Héraclès                  | Héraclès                  | Héraclès                 | Héraclès                 | Héraclès                 | Héraclès                 |                       |                       |                       |                       |  |  |  |  |  |  |  |  |  |  |  |  |  |  |  |  |  |  |  |  |  |  |  |  |  |  |  |  |  |  |  |  |  |  |  |  |  |  |  |  |  |  |  |  |
| Castor                 | Castor                 | Castor                 | Castor                 | Castor                 | Castor                 |          |          | Clytemnestre          | Clytemnestre          | Clytemnestre          | Clytemnestre          | Clytemnestre          | Clytemnestre          |                       |                       | Agamemnon roi de Mycènes | Agamemnon roi de Mycènes | Agamemnon roi de Mycènes | Agamemnon roi de Mycènes | Agamemnon roi de Mycènes | Agamemnon roi de Mycènes |                        |                        | Ménélas roi de Sparte   | Ménélas roi de Sparte   | Ménélas roi de Sparte   | Ménélas roi de Sparte   | Ménélas roi de Sparte   | Ménélas roi de Sparte   |                 |                 | Hélène                 | Hélène                 | Hélène                 | Hélène                 | Hélène                   | Hélène                   |                          |                          | Pollux                   | Pollux                   | Pollux                  | Pollux                  | Pollux                   | Pollux                   |                          |                          | Pénélope ép.Ulysse       | Pénélope ép.Ulysse       | Pénélope ép.Ulysse  | Pénélope ép.Ulysse  | Pénélope ép.Ulysse        | Pénélope ép.Ulysse        |                           |                           | Héraclès                  | Héraclès                  | Héraclès                 | Héraclès                 | Héraclès                 | Héraclès                 |                       |                       |                       |                       |  |  |  |  |  |  |  |  |  |  |  |  |  |  |  |  |  |  |  |  |  |  |  |  |  |  |  |  |  |  |  |  |  |  |  |  |  |  |  |  |  |  |  |  |
|                        |                        |                        |                        |                        |                        |          |          |                       |                       |                       |                       |                       |                       |                       |                       |                          |                          |                          |                          |                          |                          |                        |                        |                         |                         |                         |                         |                         |                         |                 |                 |                        |                        |                        |                        |                          |                          |                          |                          |                          |                          |                         |                         |                          |                          |                          |                          |                          |                          |                     |                     |                           |                           |                           |                           |                           |                           |                          |                          |                          |                          |                       |                       |                       |                       |  |  |  |  |  |  |  |  |  |  |  |  |  |  |  |  |  |  |  |  |  |  |  |  |  |  |  |  |  |  |  |  |  |  |  |  |  |  |  |  |  |  |  |  |
| Égisthe roi de Mycènes | Égisthe roi de Mycènes | Égisthe roi de Mycènes | Égisthe roi de Mycènes | Égisthe roi de Mycènes | Égisthe roi de Mycènes |          |          |                       |                       |                       |                       |                       |                       |                       |                       |                          |                          |                          |                          |                          |                          |                        |                        |                         |                         |                         |                         |                         |                         |                 |                 |                        |                        |                        |                        |                          |                          |                          |                          |                          |                          |                         |                         |                          |                          |                          |                          |                          |                          |                     |                     |                           |                           |                           |                           | Hyllos                    | Hyllos                    | Hyllos                   | Hyllos                   | Hyllos                   | Hyllos                   |                       |                       |                       |                       |  |  |  |  |  |  |  |  |  |  |  |  |  |  |  |  |  |  |  |  |  |  |  |  |  |  |  |  |  |  |  |  |  |  |  |  |  |  |  |  |  |  |  |  |
| Égisthe roi de Mycènes | Égisthe roi de Mycènes | Égisthe roi de Mycènes | Égisthe roi de Mycènes | Égisthe roi de Mycènes | Égisthe roi de Mycènes |          |          |                       |                       |                       |                       |                       |                       |                       |                       |                          |                          |                          |                          |                          |                          |                        |                        |                         |                         |                         |                         |                         |                         |                 |                 |                        |                        |                        |                        |                          |                          |                          |                          |                          |                          |                         |                         |                          |                          |                          |                          |                          |                          |                     |                     |                           |                           |                           |                           | Hyllos                    | Hyllos                    | Hyllos                   | Hyllos                   | Hyllos                   | Hyllos                   |                       |                       |                       |                       |  |  |  |  |  |  |  |  |  |  |  |  |  |  |  |  |  |  |  |  |  |  |  |  |  |  |  |  |  |  |  |  |  |  |  |  |  |  |  |  |  |  |  |  |
|                        |                        |                        |                        |                        |                        |          |          |                       |                       |                       |                       |                       |                       |                       |                       |                          |                          |                          |                          |                          |                          |                        |                        |                         |                         |                         |                         |                         |                         |                 |                 |                        |                        |                        |                        |                          |                          |                          |                          |                          |                          |                         |                         |                          |                          |                          |                          |                          |                          |                     |                     |                           |                           |                           |                           |                           |                           |                          |                          |                          |                          |                       |                       |                       |                       |  |  |  |  |  |  |  |  |  |  |  |  |  |  |  |  |  |  |  |  |  |  |  |  |  |  |  |  |  |  |  |  |  |  |  |  |  |  |  |  |  |  |  |  |
|                        |                        |                        |                        | Érigone                | Érigone                | Érigone  | Érigone  | Érigone               | Érigone               |                       |                       |                       |                       |                       |                       | Oreste roi de Sparte     | Oreste roi de Sparte     | Oreste roi de Sparte     | Oreste roi de Sparte     | Oreste roi de Sparte     | Oreste roi de Sparte     |                        |                        |                         |                         |                         |                         | Hermione                | Hermione                | Hermione        | Hermione        | Hermione               | Hermione               |                        |                        |                          |                          |                          |                          | Néoptolème roi d'Epire   | Néoptolème roi d'Epire   | Néoptolème roi d'Epire  | Néoptolème roi d'Epire  | Néoptolème roi d'Epire   | Néoptolème roi d'Epire   |                          |                          |                          |                          |                     |                     |                           |                           |                           |                           | Cléodaios                 | Cléodaios                 | Cléodaios                | Cléodaios                | Cléodaios                | Cléodaios                |                       |                       |                       |                       |  |  |  |  |  |  |  |  |  |  |  |  |  |  |  |  |  |  |  |  |  |  |  |  |  |  |  |  |  |  |  |  |  |  |  |  |  |  |  |  |  |  |  |  |
|                        |                        |                        |                        | Érigone                | Érigone                | Érigone  | Érigone  | Érigone               | Érigone               |                       |                       |                       |                       |                       |                       | Oreste roi de Sparte     | Oreste roi de Sparte     | Oreste roi de Sparte     | Oreste roi de Sparte     | Oreste roi de Sparte     | Oreste roi de Sparte     |                        |                        |                         |                         |                         |                         | Hermione                | Hermione                | Hermione        | Hermione        | Hermione               | Hermione               |                        |                        |                          |                          |                          |                          | Néoptolème roi d'Epire   | Néoptolème roi d'Epire   | Néoptolème roi d'Epire  | Néoptolème roi d'Epire  | Néoptolème roi d'Epire   | Néoptolème roi d'Epire   |                          |                          |                          |                          |                     |                     |                           |                           |                           |                           | Cléodaios                 | Cléodaios                 | Cléodaios                | Cléodaios                | Cléodaios                | Cléodaios                |                       |                       |                       |                       |  |  |  |  |  |  |  |  |  |  |  |  |  |  |  |  |  |  |  |  |  |  |  |  |  |  |  |  |  |  |  |  |  |  |  |  |  |  |  |  |  |  |  |  |
|                        |                        |                        |                        |                        |                        |          |          |                       |                       |                       |                       |                       |                       |                       |                       |                          |                          |                          |                          |                          |                          |                        |                        |                         |                         |                         |                         |                         |                         |                 |                 |                        |                        |                        |                        |                          |                          |                          |                          |                          |                          |                         |                         |                          |                          |                          |                          |                          |                          |                     |                     |                           |                           |                           |                           |                           |                           |                          |                          |                          |                          |                       |                       |                       |                       |  |  |  |  |  |  |  |  |  |  |  |  |  |  |  |  |  |  |  |  |  |  |  |  |  |  |  |  |  |  |  |  |  |  |  |  |  |  |  |  |  |  |  |  |
|                        |                        |                        |                        |                        |                        |          |          |                       |                       | Penthilos             | Penthilos             | Penthilos             | Penthilos             | Penthilos             | Penthilos             |                          |                          |                          |                          |                          |                          | Tisamène roi de Sparte | Tisamène roi de Sparte | Tisamène roi de Sparte  | Tisamène roi de Sparte  | Tisamène roi de Sparte  | Tisamène roi de Sparte  |                         |                         |                 |                 |                        |                        |                        |                        |                          |                          |                          |                          |                          |                          |                         |                         |                          |                          |                          |                          |                          |                          |                     |                     |                           |                           |                           |                           | Aristomaque               | Aristomaque               | Aristomaque              | Aristomaque              | Aristomaque              | Aristomaque              |                       |                       |                       |                       |  |  |  |  |  |  |  |  |  |  |  |  |  |  |  |  |  |  |  |  |  |  |  |  |  |  |  |  |  |  |  |  |  |  |  |  |  |  |  |  |  |  |  |  |
|                        |                        |                        |                        |                        |                        |          |          |                       |                       | Penthilos             | Penthilos             | Penthilos             | Penthilos             | Penthilos             | Penthilos             |                          |                          |                          |                          |                          |                          | Tisamène roi de Sparte | Tisamène roi de Sparte | Tisamène roi de Sparte  | Tisamène roi de Sparte  | Tisamène roi de Sparte  | Tisamène roi de Sparte  |                         |                         |                 |                 |                        |                        |                        |                        |                          |                          |                          |                          |                          |                          |                         |                         |                          |                          |                          |                          |                          |                          |                     |                     |                           |                           |                           |                           | Aristomaque               | Aristomaque               | Aristomaque              | Aristomaque              | Aristomaque              | Aristomaque              |                       |                       |                       |                       |  |  |  |  |  |  |  |  |  |  |  |  |  |  |  |  |  |  |  |  |  |  |  |  |  |  |  |  |  |  |  |  |  |  |  |  |  |  |  |  |  |  |  |  |
|                        |                        |                        |                        |                        |                        |          |          |                       |                       |                       |                       |                       |                       |                       |                       |                          |                          |                          |                          |                          |                          |                        |                        |                         |                         |                         |                         |                         |                         |                 |                 |                        |                        |                        |                        |                          |                          |                          |                          |                          |                          |                         |                         |                          |                          |                          |                          |                          |                          |                     |                     |                           |                           |                           |                           | Aristodème                |                           |                          |                          |                          |                          |                       |                       |                       |                       |  |  |  |  |  |  |  |  |  |  |  |  |  |  |  |  |  |  |  |  |  |  |  |  |  |  |  |  |  |  |  |  |  |  |  |  |  |  |  |  |  |  |  |  |
|                        |                        |                        |                        |                        |                        |          |          |                       |                       |                       |                       |                       |                       |                       |                       |                          |                          |                          |                          |                          |                          |                        |                        |                         |                         |                         |                         |                         |                         |                 |                 |                        |                        |                        |                        |                          |                          |                          |                          |                          |                          |                         |                         |                          |                          |                          |                          |                          |                          |                     |                     |                           |                           |                           |                           |                           |                           |                          |                          |                          |                          |                       |                       |                       |                       |  |  |  |  |  |  |  |  |  |  |  |  |  |  |  |  |  |  |  |  |  |  |  |  |  |  |  |  |  |  |  |  |  |  |  |  |  |  |  |  |  |  |  |  |
|                        |                        |                        |                        |                        |                        |          |          |                       |                       |                       |                       |                       |                       |                       |                       |                          |                          |                          |                          |                          |                          |                        |                        |                         |                         |                         |                         |                         |                         |                 |                 |                        |                        |                        |                        |                          |                          |                          |                          |                          |                          |                         |                         |                          |                          |                          |                          |                          |                          |                     |                     |                           |                           |                           |                           |                           |                           |                          |                          |                          |                          |                       |                       |                       |                       |  |  |  |  |  |  |  |  |  |  |  |  |  |  |  |  |  |  |  |  |  |  |  |  |  |  |  |  |  |  |  |  |  |  |  |  |  |  |  |  |  |  |  |  |
|                        |                        |                        |                        |                        |                        | Daiménès | Daiménès | Daiménès              | Daiménès              | Daiménès              | Daiménès              |                       |                       | Sparton               | Sparton               | Sparton                  | Sparton                  | Sparton                  | Sparton                  |                          |                          | Tellis                 | Tellis                 | Tellis                  | Tellis                  | Tellis                  | Tellis                  |                         |                         | Cométès         | Cométès         | Cométès                | Cométès                | Cométès                | Cométès                |                          |                          | Léontoménès              | Léontoménès              | Léontoménès              | Léontoménès              | Léontoménès             | Léontoménès             |                          |                          |                          |                          |                          |                          |                     |                     | Eurysthénès roi de Sparte | Eurysthénès roi de Sparte | Eurysthénès roi de Sparte | Eurysthénès roi de Sparte | Eurysthénès roi de Sparte | Eurysthénès roi de Sparte |                          |                          | Proclès roi de Sparte    | Proclès roi de Sparte    | Proclès roi de Sparte | Proclès roi de Sparte | Proclès roi de Sparte | Proclès roi de Sparte |  |  |  |  |  |  |  |  |  |  |  |  |  |  |  |  |  |  |  |  |  |  |  |  |  |  |  |  |  |  |  |  |  |  |  |  |  |  |  |  |  |  |  |  |
|                        |                        |                        |                        |                        |                        | Daiménès | Daiménès | Daiménès              | Daiménès              | Daiménès              | Daiménès              |                       |                       | Sparton               | Sparton               | Sparton                  | Sparton                  | Sparton                  | Sparton                  |                          |                          | Tellis                 | Tellis                 | Tellis                  | Tellis                  | Tellis                  | Tellis                  |                         |                         | Cométès         | Cométès         | Cométès                | Cométès                | Cométès                | Cométès                |                          |                          | Léontoménès              | Léontoménès              | Léontoménès              | Léontoménès              | Léontoménès             | Léontoménès             |                          |                          |                          |                          |                          |                          |                     |                     | Eurysthénès roi de Sparte | Eurysthénès roi de Sparte | Eurysthénès roi de Sparte | Eurysthénès roi de Sparte | Eurysthénès roi de Sparte | Eurysthénès roi de Sparte |                          |                          | Proclès roi de Sparte    | Proclès roi de Sparte    | Proclès roi de Sparte | Proclès roi de Sparte | Proclès roi de Sparte | Proclès roi de Sparte |  |  |  |  |  |  |  |  |  |  |  |  |  |  |  |  |  |  |  |  |  |  |  |  |  |  |  |  |  |  |  |  |  |  |  |  |  |  |  |  |  |  |  |  |
|                        |                        |                        |                        |                        |                        |          |          |                       |                       |                       |                       |                       |                       |                       |                       |                          |                          |                          |                          |                          |                          |                        |                        |                         |                         |                         |                         |                         |                         |                 |                 |                        |                        |                        |                        |                          |                          |                          |                          |                          |                          |                         |                         |                          |                          |                          |                          |                          |                          |                     |                     | Agiades                   | Agiades                   | Agiades                   | Agiades                   | Agiades                   | Agiades                   |                          |                          | Euripontides             | Euripontides             | Euripontides          | Euripontides          | Euripontides          | Euripontides          |  |  |  |  |  |  |  |  |  |  |  |  |  |  |  |  |  |  |  |  |  |  |  |  |  |  |  |  |  |  |  |  |  |  |  |  |  |  |  |  |  |  |  |  |

### Dynastie des Agiades
Voici la liste des rois de Sparte de la dynastie des Agiades:
- .../930 av. J.-C. : Eurysthénès. Roi légendaire.
- 930–900 av. J.-C. : Agis Ier. Roi légendaire, fils du précédent.
- 900–870 av. J.-C. : Échestrate. Roi légendaire, fils du précédent.
- 870–840 av. J.-C. : Léobotès. Roi légendaire, fils du précédent.
- 840–820 av. J.-C. : Doryssos. Roi légendaire, fils du précédent.
- 820–790 av. J.-C. : Agésilas Ier. Roi légendaire, fils du précédent.
- 790–760 av. J.-C. : Archélas. Roi légendaire, fils du précédent.
- 760–740 av. J.-C. : Télècle. Roi légendaire, fils du précédent.
- 740–700 av. J.-C. : Alcamène. Roi légendaire, fils du précédent.
- 700–665 av. J.-C. : Polydore. Fils du précédent.
- 665–640 av. J.-C. : Eurycratès. Fils du précédent.
- 640–615 av. J.-C. : Anaxandre. Fils du précédent.
- 615–590 av. J.-C. : Eurycratidès. Fils du précédent.
- 590–560 av. J.-C. : Léon. Fils du précédent.
- 560–520 av. J.-C. : Anaxandridas II. Fils du précédent.
- 520–490 av. J.-C. : Cléomène Ier († 488 av. J.-C.). Fils aîné du précédent. Depuis sa querelle avec Démarate en 506 avant notre ère, les rois ne partent plus ensemble en campagne.
- 490–480 av. J.-C. : Léonidas Ier (540 av. J.-C.-480 av. J.-C.). Frère du précédent, troisième fils d'Anaxandridas II. Tué à la bataille des Thermopyles en combattant les Perses.
- 480–479 av. J.-C. : Cléombrote Ier. Frère du précédent. Officiellement régent de Sparte pour le compte de son neveu Pleistarchos, fils de Léonidas.
- 479–459 av. J.-C. : Pleistarchos. Neveu du précédent, fils de Léonidas.
  - 479–... : Pausanias († 469 av. J.-C.). Fils de Cléombrote, régent de Sparte durant la minorité de son cousin Pleistarchos. Il s'illustre lors de la bataille de Platées, pendant la seconde guerre médique.
- 459–409 av. J.-C. : Pleistoanax († 409 av. J.-C.). Petit-cousin de Pleistarchos, fils de Pausanias. En exil de 445 à 426 av. J.-C.
- 409–395 av. J.-C. : Pausanias Ier († 380 av. J.-C.). Fils du précédent. Est contraint d'abdiquer puis de s'exiler en 395 av. J.-C.
- 395–380 av. J.-C. : Agésipolis Ier. Fils du précédent.
- 380–371 av. J.-C. : Cléombrote II († 371 av. J.-C.). Frère du précédent, fils de Pausanias Ier. Tué à la bataille de Leuctres contre les troupes thébaines d'Épaminondas (418-362 av. J.-C.).
- 371–370 av. J.-C. : Agésipolis II. Fils du précédent.
- 370–309 av. J.-C. : Cléomène II. Frère du précédent, fils de Cléombrote II.
- 309–265 av. J.-C. : Areus Ier († 265 av. J.-C.). Petit-fils du précédent, fils d'Acrotatos, le fils aîné de Cléomène. Meurt lors du siège de Corinthe lors de la guerre chrémonidéenne[30].
  - 309–295 av. J.-C. : Cléonyme. Fils cadet de Cléomène, régent de Sparte pour le compte de son neveu Areus.
- 265–262 av. J.-C. : Acrotatos. Fils d'Areus.
- 262–254 av. J.-C. : Areus II. Fils posthume du précédent.
  - 262–254 av. J.-C. : Léonidas (né en 315 av. J.-C.). Fils de Cléonyme, régent de Sparte pendant la minorité de son cousin Areus II.
- 254–242 av. J.-C. : Léonidas II (Ier règne). Devient roi de Sparte à la mort prématurée d'Areus II. Est déposé par l'éphore Lysandre en 242 av. J.-C. au profit de son gendre Cléombrote III.
- 242–240 av. J.-C. : Cléombrote III (usurpateur). Gendre du précédent, époux de Chélonis, fille de Léonidas II.
- 240–236 av. J.-C. : Léonidas II (restauration, 2e règne). Remonte sur le trône en 240 av. J.-C. après avoir fait exiler Cléombrote.
- 235–219 av. J.-C. : Cléomène III († 219 av. J.-C.). Fils du précédent.
  - 227–221 av. J.-C. : Eucleidas. Frère du précédent. Placé comme roi pour les Eurypontides par Cléomène III.
- 219–215 av. J.-C. : Agésipolis III. Petit-neveu de Cléomène III, fils d'Agésipolis, lui-même fils de Cléombrote III et de Chélonis. Encore mineur lorsqu'il accède au trône, il est rapidement déposé par son collègue eurypontide Lycurgue.

Après la déposition d'Agésipolis III, la dynastie des Agiades cessa officiellement de régner sur Sparte. La dyarchie fut transformée en monarchie, avec un seul souverain issu de la dynastie des Eurypontides.
Ci-dessous figure l'arbre généalogique des rois de Sparte issus de la dynastie des Agiades :
(les rois ayant effectivement régné sont indiqués en gras)
- Eurysthénès (-?/930)
  - Agis Ier (930/900)
    - Échestrate (900/870)
      - Léobotès (870/840)
        - Doryssos (840/820)
          - Agésilas Ier (820/790)
            - Archélas (790/760)
              - Télècle (760/740)
                - Alcamène (740/700)
                  - Polydore (700/665)
                    - Eurycratès (665/640)
                      - Anaxandre (640/615)
                        - Eurycratidès (615/590)
                          - Léon (590/560)
                            - Anaxandridas II (560/520)
                              - Cléomène Ier (520/490)
                              - Dorieus
                              - Cléombrote Ier (480/479)
                                - Pausanias, régent sous Pleistarchos, † en 469
                                - Pleistoanax (459/409)
                                  - Pausanias Ier (409/395)
                                    - Agésipolis Ier (395/380)
                                    - Cléombrote II (380/371)
                                      - Agésipolis II (371/370)
                                      - Cléomène II (370/309)
                                        - Acrotatos, † avant 309
                                          - Areus Ier (309/265)
                                            - Acrotatos (265/262)
                                              - Areus II (262/254)

                                        - Cléonyme, régent sous son neveu Areus
                                          - Léonidas II (254/242)
                                            - Chélonis ép. Cléombrote III (242/240)
                                              - Agésipolis
                                                - Agésipolis III (219/215), mineur en 219, lorsque la dyarchie fut restaurée, il fut le dernier roi de la famille des Agiades et sera déposé par Lycurgue, de la famille des Eurypontides

                                            - Cléomène III (235/219)
                                            - Eucleidas (227/221), placé comme roi pour les Eurypontides par Cléomène III après que ce dernier a déposé son collègue eurypontide Archidamos V

                              - Léonidas Ier (490/480)
                                - Pleistarchos (479/459)

### Dynastie des Eurypontides
Voici la liste des rois de Sparte de la dynastie des Eurypontides.
- .../... : Proclès. Roi légendaire.
- .../890 av. J.-C. : Soos († 890 av. J.-C.). Roi légendaire. Fils du précédent.
- 890–860 av. J.-C. : Eurypon. Roi légendaire. Fils de Proclès ou de Soos.
- 860–830 av. J.-C. : Prytanis. Roi légendaire. Fils du précédent.
- 830–800 av. J.-C. : Polydecte. Roi légendaire. Fils du précédent.
- 800–780 av. J.-C. : Eunomos. Roi légendaire. Fils du précédent.
- 780–750 av. J.-C. : Charilaos. Roi légendaire. Fils du précédent, neveu de Lycurgue.
- 750–720 av. J.-C. : Nicandre. Roi peut-être légendaire.
- 720–675 av. J.-C. : Théopompe. Fils du précédent.
- 675–645 av. J.-C. : Anaxandridas Ier.
- 645–625 av. J.-C. : Zeuxidame.
- 625–600 av. J.-C. : Léotychidas Ier (ru).
- 625–600 av. J.-C. : Anaxidame
- 600–575 av. J.-C. : Archidamos Ier
- 600–575 av. J.-C. : Hippocratide (ru).
- 575–550 av. J.-C. : Agasiclès (en)
- 550–515 av. J.-C. : Ariston.
- 515–491 av. J.-C. : Démarate († 480 av. J.-C.). Fils du précédent. Depuis sa querelle avec Cléomène en 506 avant notre ère, les rois ne partent plus ensemble en campagne. Déposé en 491 av. J.-C., se réfugie en Perse, exécuté par Xerxès Ier pour trahison en 480 av. J.-C.
- 491–469 av. J.-C. : Léotychidas II († 469 av. J.-C.). Exilé de Sparte en 476 av. J.-C. pour trahison, meurt à Tégée quelques années plus tard.
- 469–426 av. J.-C. : Archidamos II († 422 av. J.-C.). Il mène les dix premières années de la guerre du Péloponnèse. Abdique en 426 av. J.-C., meurt quelques années plus tard.
- 426–398 av. J.-C. : Agis II († 398 av. J.-C.). Fils du précédent.
- 398–360 av. J.-C. : Agésilas II (444-360 av. J.-C.). Frère du précédent, fils d'Archidamos II. À la mort d'Agis II, il revendique le trône aux dépens de son neveu Léotychidès, soupçonné d'être le fils de l'Athénien Alcibiade (450-404 av. J.-C.), celui-ci ayant séduit l'épouse d'Agis II lors de son séjour à Sparte. Vaincu par le général thébain Épaminondas (418-362 av. J.-C.) à la bataille de Mantinée (362 av. J.-C.), il meurt au retour de son expédition en Égypte.
- 360–338 av. J.-C. : Archidamos III († 338 av. J.-C.). Fils du précédent. Il meurt lors de son expédition en Grande-Grèce au secours de Tarente.
- 338–331 av. J.-C. : Agis III († 331 av. J.-C.). Fils du précédent. Il fut tué durant la première bataille de Mégalopolis en combattant les troupes d'Antipater (397-319 av. J.-C.), régent de Macédoine et « stratège d'Europe » en l'absence d'Alexandre le Grand (356–323 av. J.-C.).
- 331–305 av. J.-C. : Eudamidas Ier. Frère du précédent, fils d'Archidamos III.
- 305–275 av. J.-C. : Archidamos IV. Fils du précédent.
- 275–244 av. J.-C. : Eudamidas II. Fils du précédent.
- 244–241 av. J.-C. : Agis IV († 241 av. J.-C.). Fils du précédent. Il est assassiné en 241 av. J.-C. pour avoir voulu instaurer des réformes à Sparte.
- 241–228 av. J.-C. : Eudamidas III
- 228–227 av. J.-C. : Archidamos V.
  - 227–221 av. J.-C. : Eucleidas. Appartient à la dynastie des Agiades. Il est placé comme roi pour les Eurypontides par son frère Cléomène III.
  - 221–219 av. J.-C. : Cléomène III († 219 av. J.-C.). Appartient à la dynastie des Agiades. Règne seul sur Sparte après avoir déposé[réf. souhaitée] son frère Eucleidas. La dyarchie est restaurée après sa mort.
- 219–212 av. J.-C. : Lykourgos. En 215 av. J.-C., Lykourgos dépose son collègue Agiade Agésipolis III et instaure définitivement la monarchie. Règne seul sur Sparte jusqu'en 212 av. J.-C.
- 212–200 av. J.-C. : Pélops. Règne seul sur Sparte.

Avec lui s'éteint la dynastie des Eurypontides.

### Fin de la monarchie
- 200–192 av. J.-C. : Nabis (usurpateur) († 192 av. J.-C.). Officiellement tyran de Sparte. Monte sur le trône après le règne de Pélops, mais véritable maître de la cité depuis 205 av. J.-C. Assassiné par les Étoliens.

Il semble probable que la monarchie fut abolie à la mort de Nabis.
Toutefois, Flavius Josèphe cite une lettre qu'aurait écrite au juif Onias un nommé Arias qui se présente comme roi de Lacédémone et place l'événement sous le règne de Séleucos IV Philopator (187–175 av. J.-C.), donc après celui de Nabis. Mais un peu plus loin, il donne copie d'une autre lettre datant du premier règne de Démétrios II Nicator (145–139 av. J.-C.) transmise par les ambassadeurs juifs envoyés à Rome « aux éphores, au sénat et au peuple de Lacédémone », cette fois donc sans mention des rois.
Toujours est-il que, quelques années plus tard, en 146 av. J.-C., Sparte entra dans la sphère d'influence romaine comme l'ensemble de la Grèce. Elle devînt une cité libre au sein de la province romaine d'Achaïe.